# تدخل الصحة العامة
تدخل الصحة العامة هو أي جهد أو سياسة تحاول تحسين الصحة العقلية والبدنية على مستوى السكان ككل. يمكن إدارة التدخلات الصحية العامة من قبل مجموعة متنوعة من المنظمات، بما في ذلك دوائر الصحة الحكومية والمنظمات غير الحكومية. تشمل أنواع التدخلات الشائعة برامج الغربلة ،  التطعيم ،  مكملات الغذاء والماء، وتعزيز الصحة. من القضايا الشائعة التي تخضع لتدخلات الصحة العامة هي السمنة،  المخدرات والتبغ وتعاطي الكحول ،  وانتشار الأمراض المعدية ، على سبيل المثال فيروس نقص المناعة البشرية . 
يمكن أن تُعتبر سياسة معينة كتدخل في الصحة العامة إذا كانت تمنع المرض على مستوى الفرد والمجتمع على حد سواء ولها تأثير إيجابي على الصحة العامة. 

## أنواع
يمكن إدارة التدخلات الصحية من قبل مجموعة متنوعة من المنظمات، بما في ذلك دوائر الصحة والمنظمات الخاصة. يمكن أن تنفذ مثل هذه التدخلات على مستويات مختلفة، مثل على المستوى العالمي أو الوطني أو المجتمعي. يمكن الوصول إلى جميع السكان عبر مواقع الويب ورسائل الصوت/الفيديو ووسائل الإعلام الأخرى، أو يمكن أن تخضع مجموعات معينة لالإجراءات الإدارية، مثل زيادة توفير الغذاء الصحي في المدارس.

### الغربلة
يشير فحص الغربلة إلى إجراء اختبار على مجموعة من الأفراد الذين يستوفون معايير معينة (مثل العمر أو الجنس أو النشاط الجنسي) لمرض أو اضطراب معين. العديد من فحوصات الغربلة هي امثلة على تدخلات الصحة العامة. على سبيل المثال، يتم فحص الأمهات بشكل روتيني بحثًا عن فيروس نقص المناعة البشرية والتهاب الكبد B أثناء الحمل. الكشف أثناء الحمل يمكن أن يمنع انتقال المرض من الأم إلى الطفل أثناء الولادة. 

### التطعيم
تعد برامج التطعيم من أكثر أنواع التدخلات الصحية العامة فاعلية وشيوعا. قد تكون برامج التطعيم في شكل اختياري أو تطبقها إدارات الصحة الحكومية و أنظمة الرعاية الصحية الأولية بصورة روتينية. على سبيل المثال، في الولايات المتحدة، يقرر مركز مكافحة الأمراض جدول التطعيم، وتغطي معظم شركات التأمين الصحي الخاصة هذه اللقاحات. في المملكة المتحدة، تقرر هيئة الخدمات الصحة الوطنية و تقوم بتنفيذ بروتوكولات التطعيم. قد تشارك المنظمات غير الحكومية أيضًا في تمويل أو تنفيذ برامج التطعيم؛ على سبيل المثال ، تساعد مؤسسة بيل وميليندا جيتس الحكومات في باكستان ونيجيريا وأفغانستان في إدارة التطعيم ضد شلل الأطفال. 

### المكملات
يمكن أن تقلل مكملات الغذاء أو الماء من العناصر الغذائية من نقص الفيتامينات و غيرها من الأمراض. قد يكون التكميل مطلوبًا بموجب القانون أو طوعيًا. تتضمن بعض الأمثلة على التدخلات ما يلي:
- الملح المعالج باليود لمنع تضخم الغدة الدرقية. [9]
- حمض الفوليك في دقيق القمح لمنع انشقاق العمود الفقري . [10]
- المياه المفلورة لمنع تسوس الأسنان. [11]
- حليب فيتامين د لمنع الكساح. [12]

### السلوكية
يمكن أن تكون التدخلات التي تهدف إلى تغيير سلوك الأفراد صعبة للغاية. أحد هذه الأشكال هو تعزيز الصحة ، حيث يمكن استخدام التعليم ووسائل الإعلام لتعزيز السلوكيات الصحية، مثل تناول الأطعمة الصحية (لمنع السمنة )، أو استخدام الواقي الذكري (لمنع انتقال الأمراض المنقولة جنسيًا)، أو وقف التغوط في العراء في البلدان النامية (انظر على سبيل المثال في الهند حملة Swachh Bharat Mission).

## تقييم الفعالية
من الضروري تقييم فعالية التدخل في مجال الصحة العامة والتنبؤ به، وكذلك حساب فعالية التكلفة. يجب أن يقلل التدخل بشكل مثالي من المراضة والوفيات. توجد عدة بروتوكولات منهجية للمساعدة في تطوير مثل هذه التدخلات، مثل رسم خرائط التدخل. 